# Miralem Pjanić
Miralem Pjanić (Zvornik, Yugoslavia, 2 de abril de 1990) es un futbolista bosnio. Juega de centrocampista y se encuentra sin equipo. También es internacional con la selección de Bosnia y Herzegovina.
Por su pegada y estilo a la hora de tirar las faltas ha sido comparado con el futbolista brasileño Juninho Pernambucano.

## Trayectoria

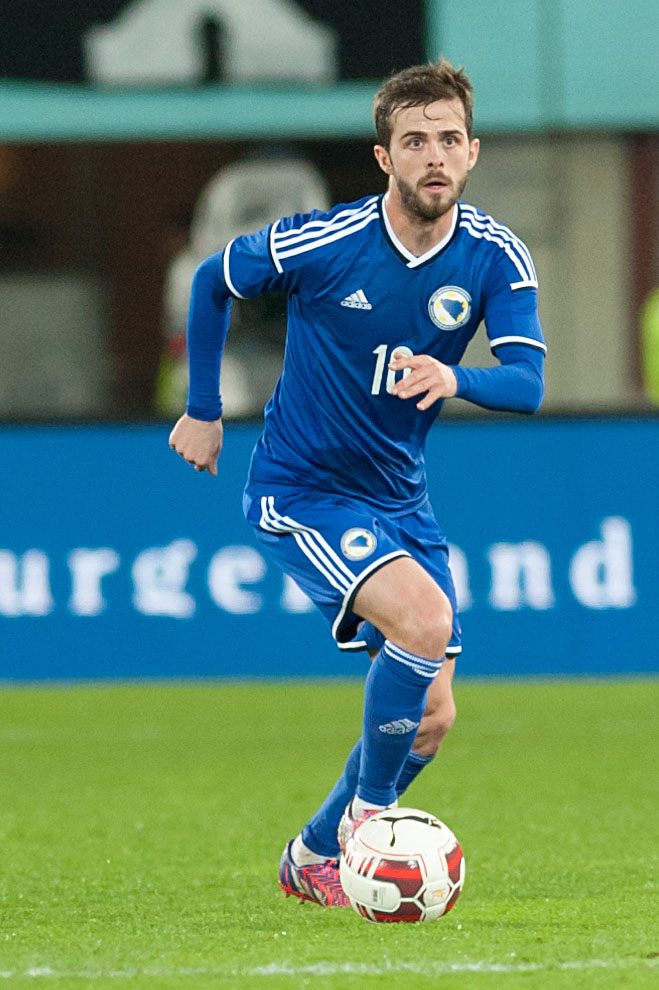
Pjanić jugando para Bosnia.

Nació en Zvornik cuando todavía existía Yugoslavia. Su familia se marchó a Luxemburgo cuando él era pequeño debido a la guerra de Bosnia.

### Francia
Empezó su carrera futbolística en las categorías inferiores del F. C. Metz. En la temporada 2007-08, año en el que su equipo regresaba a la Ligue 1, debutó con la primera plantilla. Fue el 18 de agosto en un partido contra el Paris Saint-Germain F. C.
Esa misma temporada, varios clubes italianos (Inter, Juventus F. C. y A. C. Milan) se interesaron por él, pero decidió continuar en Francia y renovó su contrato con el F. C. Metz por tres años.
El 6 de junio de 2008 firmó un contrato de 5 años con el Olympique de Lyon, club que realizó un desembolso económico de 7,5 millones de euros para hacerse con sus servicios.
El 10 de marzo de 2010 marcó un gol al Real Madrid C. F. que significó el definitivo 1-1 y propició el pase a cuartos de final de la Liga de Campeones de la UEFA para el Olympique de Lyon. En esa temporada, el equipo lionés llegó a semifinales de la competición continental por primera vez en su historia, aunque fue eliminado por el Bayern de Múnich.

### Italia
El 31 de agosto de 2011 fichó por la A. S. Roma. Alcanzó la final de la Coppa Italia en la temporada 2012-13 con el club italiano, pero la perderían ante su eterno rival, la S. S. Lazio, por 1-0.
En la temporada 2013-14 su equipo tuvo un destacado rendimiento, alcanzando el segundo puesto en la Serie A. Pjanić tuvo una buena temporada en la que jugó 35 partidos y marcó 6 goles, y renovó su contrato con el club. Al año siguiente, los giallorossi volvieron a ser subcampeones de Italia.
El 13 de junio de 2016 fue traspasado a la Juventus F. C. Varios equipos como el París Saint-Germain F. C., el Chelsea F. C. y F. C. Barcelona lo querían en sus filas, pero fue la Vecchia Signora quien finalmente se hizo con sus servicios pagando su cláusula de rescisión tasada en unos 38 millones de euros, con un contrato de cinco temporadas a razón de cinco millones de euros por cada una de ellas. En su primera temporada como jugador bianconero, ganó la Serie A y la Copa de Italia y fue subcampeón de la Liga de Campeones.

### F. C. Barcelona
El 29 de junio de 2020 el F. C. Barcelona hizo oficial que había llegado a un acuerdo con la Juventus F. C. para su traspaso a cambio de 60 millones de euros más cinco en variables y que se incorporaría al equipo azulgrana una vez finalizaran las competiciones oficiales de la temporada.
Su llegada a Barcelona se retrasó más de lo previsto tras haber dado positivo por COVID-19. El 27 de septiembre realizó su debut oficial jugando los últimos minutos de la victoria 4-0 ante el Villarreal C. F. A medida que avanzó la temporada fue teniendo cada vez menos minutos, y al inicio de su segundo año en el club no fue convocado en las primeras jornadas por decisión técnica.

#### Cesión al Beşiktaş J. K.
El 3 de septiembre de 2021 se hizo oficial su cesión al Beşiktaş J. K. hasta el 30 de junio de 2022. Durante su estancia en Turquía disputó 26 encuentros.

### Experiencia en Asia y Rusia
El 7 de septiembre de 2022, tras haber llegado a un acuerdo para la rescisión de su contrato con el F. C. Barcelona, fichó por el Sharjah F. C. de Emiratos Árabes Unidos por dos años más uno opcional. Dejó al club al finalizar la temporada 2023-24 después de haber marcado cinco goles en los más de sesenta partidos que jugó. La siguiente campaña la inició sin equipo hasta que a finales de septiembre se unió al P. F. C. CSKA Moscú, con el que disputó 25 encuentros y ganó la Copa de Rusia en el único año que estuvo allí.

## Selección nacional
Jugó en las categorías inferiores de la selección de fútbol de Luxemburgo, pero finalmente emitió un comunicado de prensa en el que comentaba sus intenciones de jugar con la selección bosnia. Después de eso fue convocado para jugar con la sub-21, aunque no llegó a debutar. Sin embargo, ya convertido en jugador profesional, optó por defender los colores de Bosnia y Herzegovina.
Ha sido internacional con la selección de Bosnia y Herzegovina en varias ocasiones. Su debut con la camiseta nacional se produjo el 20 de agosto de 2008 en un partido contra Bulgaria.
Luego de ser incluido en la lista preliminar de 24 jugadores en mayo de 2014, Pjanić fue confirmado el 2 de junio en la lista final de 23 que representaron a Bosnia y Herzegovina en la Copa Mundial de Fútbol de 2014.
El 31 de marzo de 2021, en el encuentro de clasificación para el Mundial de 2022 ante Francia, alcanzó las 100 internacionalidades.

### Participaciones en Copas del Mundo
| Mundial                        | Sede   | Resultado    | Partidos | Goles |
| ------------------------------ | ------ | ------------ | -------- | ----- |
| Copa Mundial de Fútbol de 2014 | Brasil | Primera fase | 3        | 1     |

## Estadísticas

### Clubes
| Club                        | Div.          | Temporada     | Liga  | Liga  | Copas nacionales | Copas nacionales | Copas internacionales | Copas internacionales | Total | Total |
| Club                        | Div.          | Temporada     | Part. | Goles | Part.            | Goles            | Part.                 | Goles                 | Part. | Goles |
| --------------------------- | ------------- | ------------- | ----- | ----- | ---------------- | ---------------- | --------------------- | --------------------- | ----- | ----- |
| F. C. Metz Francia          | 1.ª           | 2007-08       | 32    | 3     | 6                | 1                | —                     | —                     | 38    | 4     |
| F. C. Metz Francia          | Total club    | Total club    | 32    | 3     | 6                | 1                | 0                     | 0                     | 38    | 4     |
| Olympique de Lyon Francia   | 1.ª           | 2008-09       | 20    | 0     | 3                | 0                | 1                     | 0                     | 24    | 0     |
| Olympique de Lyon Francia   | 1.ª           | 2009-10       | 37    | 6     | 2                | 0                | 14                    | 5                     | 53    | 11    |
| Olympique de Lyon Francia   | 1.ª           | 2010-11       | 30    | 3     | 1                | 0                | 8                     | 1                     | 39    | 4     |
| Olympique de Lyon Francia   | 1.ª           | 2011-12       | 3     | 1     | 0                | 0                | 2                     | 0                     | 5     | 1     |
| Olympique de Lyon Francia   | Total club    | Total club    | 90    | 10    | 6                | 0                | 25                    | 6                     | 121   | 16    |
| A. S. Roma · Italia         | 1.ª           | 2011-12       | 30    | 3     | 1                | 0                | —                     | —                     | 31    | 3     |
| A. S. Roma · Italia         | 1.ª           | 2012-13       | 27    | 3     | 2                | 1                | —                     | —                     | 29    | 4     |
| A. S. Roma · Italia         | 1.ª           | 2013-14       | 35    | 6     | 3                | 0                | —                     | —                     | 38    | 6     |
| A. S. Roma · Italia         | 1.ª           | 2014-15       | 34    | 5     | 2                | 0                | 10                    | 0                     | 46    | 5     |
| A. S. Roma · Italia         | 1.ª           | 2015-16       | 33    | 10    | 1                | 0                | 7                     | 2                     | 41    | 12    |
| A. S. Roma · Italia         | Total club    | Total club    | 159   | 27    | 9                | 1                | 17                    | 2                     | 185   | 30    |
| Juventus F. C. · Italia     | 1.ª           | 2016-17       | 30    | 5     | 5                | 2                | 11                    | 1                     | 46    | 8     |
| Juventus F. C. · Italia     | 1.ª           | 2017-18       | 31    | 5     | 5                | 1                | 9                     | 1                     | 45    | 7     |
| Juventus F. C. · Italia     | 1.ª           | 2018-19       | 31    | 2     | 3                | 0                | 10                    | 2                     | 44    | 4     |
| Juventus F. C. · Italia     | 1.ª           | 2019-20       | 30    | 3     | 5                | 0                | 8                     | 0                     | 43    | 3     |
| Juventus F. C. · Italia     | Total club    | Total club    | 122   | 15    | 18               | 3                | 38                    | 4                     | 178   | 22    |
| F. C. Barcelona · España    | 1.ª           | 2020-21       | 19    | 0     | 3                | 0                | 8                     | 0                     | 30    | 0     |
| F. C. Barcelona · España    | 1.ª           | 2021-22       | 0     | 0     | ―                | ―                | ―                     | ―                     | 0     | 0     |
| Beşiktaş J. K. Turquía      | 1.ª           | 2021-22       | 20    | 0     | 3                | 0                | 3                     | 0                     | 26    | 0     |
| Beşiktaş J. K. Turquía      | Total club    | Total club    | 20    | 0     | 3                | 0                | 3                     | 0                     | 26    | 0     |
| F. C. Barcelona · España    | 1.ª           | 2022-23       | 0     | 0     | ―                | ―                | ―                     | ―                     | 0     | 0     |
| F. C. Barcelona · España    | Total club    | Total club    | 19    | 0     | 3                | 0                | 8                     | 0                     | 30    | 0     |
| Sharjah F. C. · EAU         | 1.ª           | 2022-23       | 18    | 4     | 11               | 1                | ―                     | ―                     | 29    | 5     |
| Sharjah F. C. · EAU         | 1.ª           | 2023-24       | 23    | 0     | 4                | 0                | 8                     | 0                     | 35    | 0     |
| Sharjah F. C. · EAU         | Total club    | Total club    | 41    | 4     | 15               | 1                | 8                     | 0                     | 64    | 5     |
| P. F. C. CSKA Moscú · Rusia | 1.ª           | 2024-25       | 16    | 0     | 9                | 0                | ―                     | ―                     | 25    | 0     |
| P. F. C. CSKA Moscú · Rusia | Total club    | Total club    | 16    | 0     | 9                | 0                | 0                     | 0                     | 25    | 0     |
| Total carrera               | Total carrera | Total carrera | 499   | 59    | 69               | 6                | 99                    | 12                    | 667   | 77    |
| 1. 2.                       |               |               |       |       |                  |                  |                       |                       |       |       |

## Palmarés

### Títulos nacionales
| Título                                     | Club                | País    | Año  |
| ------------------------------------------ | ------------------- | ------- | ---- |
| Copa Italia                                | Juventus F. C.      | Italia  | 2017 |
| Serie A                                    | Juventus F. C.      | Italia  | 2017 |
| Copa Italia                                | Juventus F. C.      | Italia  | 2018 |
| Serie A                                    | Juventus F. C.      | Italia  | 2018 |
| Supercopa de Italia                        | Juventus F. C.      | Italia  | 2018 |
| Serie A                                    | Juventus F. C.      | Italia  | 2019 |
| Serie A                                    | Juventus F. C.      | Italia  | 2020 |
| Copa del Rey                               | F. C. Barcelona     | España  | 2021 |
| Supercopa de Turquía                       | Beşiktaş J. K.      | Turquía | 2021 |
| Copa Presidente de Emiratos Árabes Unidos  | Sharjah F. C.       | EAU     | 2022 |
| Supercopa de los Emiratos Árabes Unidos    | Sharjah F. C.       | EAU     | 2022 |
| Copa Presidente de Emiratos Árabes Unidos  | Sharjah F. C.       | EAU     | 2023 |
| Copa de Liga de los Emiratos Árabes Unidos | Sharjah F. C.       | EAU     | 2023 |
| Copa de Rusia                              | P. F. C. CSKA Moscú | Rusia   | 2025 |

### Distinciones individuales
| Distinción                                       | Año     |
| ------------------------------------------------ | ------- |
| Equipo Ideal de la Liga de Campeones de la UEFA. | 2016-17 |
| Equipo del Año en la Serie A.                    | 2017    |